# Siege of Avalon
Siege of Avalon est un jeu vidéo d'action et de rôle développé par le studio américain Digital Tome et sorti le 19 juillet 2000.

## Synopsis
Siege of Avalon se déroule dans le monde fictif d'Eurale, au sein duquel existent sept royaumes: Nisos, Aratoy, Oriam, Fornax, Elythria, Cathea et Taberland. Ces sept royaumes conclurent une difficile alliance, et construisirent comme point de rassemblement une citadelle qu'ils appelèrent Avalon. Mais il existe une race de nomades, appelés Sha'ahoul. Religieusement attachés à la terre et la nature, ils s'opposent à l'agriculture, la construction, ou toute autre pratique qui selon eux les abîme. Après avoir découvert l'existence d'Eurale, les Sha'ahoul déclarèrent la guerre aux Sept Royaumes pour éradiquer leur mode de vie. La guerre se prolongea, les réfugiés de guerre trouvèrent asile à Avalon, et les Sept Royaumes envoyèrent des renforts militaires pour défendre la citadelle. Celle-ci était, dans l'opinion général, la seule solution pour échapper à la défaite. Les Sha'ahoul et leur chef Mithras choisirent alors de prendre la citadelle en l'assiégeant.
Le jeu commence par une entrée dans le journal de bord du héros. Le siège s'est étendu sur plusieurs années, et son frère Corvus s'est engagé dans la défense d'Avalon. Au décès de leur père, le héros se sent obligé d'apprendre la triste nouvelle à Corvus. Par conséquent, il entre dans l'équipage d'un vaisseau de ravitaillement parti d'Elythria et affrété à destination d'Avalon. Les Sha'ahoul réussirent à couler tous les vaisseaux adverses, sauf celui à bord duquel se trouvait le héros. Finalement le navire rejoignit Avalon avec la majorité de son ravitaillement. Étant donné qu'il s'agissait d'un voyage sans retour, et qu'il n'y avait plus aucune chance de retourner à Elythria, le héros décida de servir Avalon, de quelque manière qu'il le put. C'est à ce moment que le joueur prend le contrôle du personnage. Il commence par avertir Corvus de la mort de son père, puis il se dédie à l'aide des habitants d'Avalon, acceptant des quêtes et des tâches. Il pourra par la suite devenir chevalier, garde, ou encore mage.

## Développement
Siege of Avalon fut à la base développé sous un format épisodique de six « chapitres ». Chaque chapitre possédait de nouveaux personnages, quêtes et maps, ainsi qu'un développement du scénario. Le premier chapitre était téléchargeable gratuitement, et les cinq autres étaient payants. En 2001, Global Star Software publia Siege of Avalon sous la forme d'une anthologie, sur disque optique, incluant les six chapitres. Les chapitres présents sur le disque présentaient néanmoins quelques différences avec les chapitres téléchargeables, notamment les cinématiques d'introduction et de conclusion, et la présence de coffres contenant des équipements inédits. Il n'est de nos jours plus possible de se procurer officiellement les chapitres, que ce soit à l'achat ou en téléchargement. En effet, Siege of Avalon est devenu un logiciel abandonné.
Au départ, Siege of Avalon devait connaître une suite, intitulée Pillars of Avalon, et Digital Tome avait volontairement laissé des questions du premier jeu sans réponse. De plus, l'anthologie citée ci-avant intégrait une cinématique de conclusion additionnelle, montrant un livre Siege of Avalon posé sur une étagère à côté d'un autre livre nommé Pillars of Avalon.
À cause de problèmes d'édition, Digital Tome ferma le site du jeu, abandonnant le projet Pillars of Avalon.
En 2003, un groupe de fans reçut l'autorisation de modifier le premier chapitre du jeu et le porter sur plusieurs autres plates-formes, mais aussi de reprendre son support et de le distribuer en open-source sous la licence LGPL. Son code est disponible sur SourceForge, dans le dépôt Concurrent versions system du projet ; mais jusqu'à aujourd'hui, aucune nouvelle mise à jour de Siege of Avalon n'est sortie. L'administrateur du projet, Dominique Louis, assure qu'il y a une progression, mais aussi que « la vie réelle ne cesse de freiner ce projet ». En 2011, le projet fut déplacé vers GitHub.
En 2019, Steffen Nyeland (MVP Embarcadero) a entrepris une modernisation des codes sources pour migrer le jeu de Delphi 4 à Delphi 10.3 Rio avec en ligne de mire le multiplateforme. La nouvelle version du jeu est disponible sur un dépôt GitHub et accessible à tout possesseur de Delphi, même dans sa version Community Edition gratuite.